# Euphoria (serie televisiva)
Euphoria è una serie televisiva statunitense ideata e scritta da Sam Levinson per l'emittente via cavo HBO, che la trasmette dal 16 giugno 2019.
Basata sulla serie televisiva israeliana ideata da Ron Leshem Oforia (2012-2013), Euphoria racconta le vicende di un gruppo di adolescenti al liceo alla ricerca di se stessi e della propria identità, tra amicizie, amori, traumi passati e presenti, droga. La serie è stata accolta da giudizi generalmente positivi da parte della critica specializzata, che ha elogiato la sceneggiatura, la fotografia e le interpretazioni da parte dei membri del cast, in particolar modo quelle di Zendaya e Hunter Schafer.
La serie ha ricevuto numerosi riconoscimenti, tra cui una candidatura per il Primetime Emmy Award come miglior serie drammatica. Per la sua interpretazione, Zendaya ha vinto due Primetime Emmy Awards, un Critics' Choice Television Award e un Golden Globe come migliore attrice. Anche Sydney Sweeney, Colman Domingo e Martha Kelly hanno ricevuto rispettivamente una candidatura agli Emmy, con Domingo che ha vinto il premio come miglior attore ospite in una serie drammatica.

## Trama
Dopo tre mesi trascorsi in un centro di riabilitazione, l'adolescente diciassettenne e voce narrante degli eventi Rue Bennett torna a casa sua nella fittizia città di East Highland, in California. Avendo passato tutta la sua infanzia a combattere contro improvvisi attacchi di panico, un forte disturbo da deficit di attenzione e un disturbo ossessivo compulsivo, Rue è convinta di non poter vivere senza fare uso di droghe, nonostante sia di recente sopravvissuta ad un'overdose. Tuttavia, non è l'unica a vivere una condizione di disagio e nel costante rischio di morire: l'adolescenza è un periodo sfrenato, adrenalinico e inquieto anche per i suoi coetanei Nate, Cassie, McKay, Maddy, Kat, Lexi e la nuova arrivata Jules, tutti alla continua ricerca di quella sensazione di euforia tanto difficile da provare a mente lucida. Accumulando segreti sempre più scabrosi, i ragazzi scoprono le conseguenze delle droghe, dell'alcol e della violenza, affrontando problemi di autostima, traumi presenti e passati, abusi fisici e psicologici, accettazione della propria identità e tradimenti.

## Episodi
| Stagione         | Episodi | Prima TV USA | Prima TV Italia |
| ---------------- | ------- | ------------ | --------------- |
| Prima stagione   | 8       | 2019         | 2019            |
| Speciali         | 2       | 2020-2021    | 2020-2021       |
| Seconda stagione | 8       | 2022         | 2022            |

## Personaggi e interpreti

### Personaggi principali
- Ruby "Rue" Bennett (stagione 1-in corso), interpretata da Zendaya, doppiata da Emanuela Ionica.
Diciassettenne tossicodipendente in cerca di un posto nel mondo.
- Alexis "Lexi" Howard (stagione 1-in corso), interpretata da Maude Apatow, doppiata da Lucrezia Marricchi.
Migliore amica di infanzia di Rue e sorella minore di Cassie.
- Fez "Fezco" O'Neill (stagione 1-2), interpretato da Angus Cloud, doppiato da Manuel Meli.
Spacciatore locale di droga a cui Rue è molto legata.
- Cal Jacobs (stagione 1-in corso), interpretato da Eric Dane, doppiato da Alessio Cigliano.
Padre di Nate che nasconde segreti alla sua famiglia.
- Madeleine "Maddy" Perez (stagione 1-in corso), interpretata da Alexa Demie, doppiata da Veronica Puccio.
Cheerleader forte e sicura di sé e fidanzata di Nate.
- Nathaniel "Nate" Jacobs (stagione 1-in corso), interpretato da Jacob Elordi, doppiato da Emanuele Ruzza.
Quarterback della squadra di football con problemi di gestione della rabbia, i quali mascherano le sue insicurezze sessuali.
- Katherine "Kat" Hernandez (stagioni 1-2), interpretata da Barbie Ferreira, doppiata da Eva Padoan.
Ragazza cosciente del proprio corpo che esplora la sua sessualità.
- Leslie Bennett (stagioni 1-2), interpretata da Nika King, doppiata da Laura Romano.
Madre di Rue e Gia.
- Georgia "Gia" Bennett (stagioni 1-2), interpretata da Storm Reid, doppiata da Sara Labidi.
Sorella minore di Rue.
- Jules Vaughn (stagione 1-in corso), interpretata da Hunter Schafer, doppiata da Joy Saltarelli.
Ragazza transgender che diventa rapidamente amica di Rue dopo essersi trasferita in città.
- Christopher McKay (stagioni 1-2), interpretato da Algee Smith, doppiato da Alessio Puccio.
Giovane giocatore di football e fidanzato di Cassie il quale trova difficoltà di adattamento al college.
- Cassandra "Cassie" Howard (stagione 1-in corso), interpretata da Sydney Sweeney, doppiata da Letizia Ciampa.
Sorella maggiore di Lexi e fidanzata di McKay con un passato che continua ad influenzare la sua vita.
- Ali (speciale 1; ricorrente stagione 1-in corso), interpretato da Colman Domingo, doppiato da Massimo Bitossi.
Uomo in via di guarigione per disturbo da uso di sostanze che spesso parla agli incontri di Narcotici Anonimi di Rue.
- Ashtray (stagione 2; ricorrente stagione 1), interpretato da Javon Walton, doppiato da Lorenzo D'Agata.
Fratello minore di Fezco.
- Ethan Daley (stagione 2-in corso; ricorrente stagione 1), interpretato da Austin Abrams, doppiato da Alex Polidori (stagione 1).
Interesse amoroso di Kat.
- Elliot (stagione 2), interpretato da Dominic Fike, doppiato da Alex Polidori.
Nuovo amico di Rue. Anche lui affronta la tossicodipendenza.
- Laurie (stagione 3, ricorrente stagione 2), interpretata da Martha Kelly.
Spacciatrice di droga con un passato da insegnante scolastica.
- Faye (stagione 3, ricorrente stagione 2), interpretata da Chloe Cherry.
Fidanzata tossicodipendente di Custer.

### Personaggi ricorrenti
- Suze Howard (stagione 1-in corso), interpretata da Alanna Ubach, doppiata da Claudia Catani.
Madre alcolizzata di Lexi e Cassie.
- Tyler Clarkson (stagione 1-in corso), interpretato da Lukas Gage, doppiato da Alessandro Campaiola.
Studente del college che viene brutalmente picchiato da Nate per aver avuto un rapporto sessuale con Maddy alla festa di McKay.
- David Vaughn (stagione 1-in corso), interpretato da John Ales, doppiato da Franco Mannella.
Padre di Jules.
- Daniel (stagione 1-in corso), interpretato da Keean Johnson, doppiato da Gabriele Vender.
Ex fidanzato di Kat che prova interesse per Cassie.
- Barbara "BB" Brooks (stagione 1-in corso), interpretata da Sophia Rose Wilson, doppiata da Ughetta d'Onorascenzo.
Amica di Maddy, Kat e Cassie.
- Ted (stagione 1-in corso), interpretato da Ruben Dario.
- Wes (stagione 1-in corso), interpretato da Nolan Bateman, doppiato da Stefano Broccoletti.
- Troy e Roy McKay (stagione 1-in corso), interpretati da Tyler e Tristian Timmons.
Fratelli gemelli di Christopher.
- Trevor (stagione 1-in corso), interpretato da Shiloh Fernandez, doppiato da Alessio Nissolino.
Commesso al Femme.
- Luke Kasten (stagione 1-in corso), interpretato da Will Peltz, doppiato da Mattia Nissolino.
Ex studente dell'East Highland.
- Gus Howard (stagione 1-in corso), interpretato da Nick Blood, doppiato da Stefano Crescentini.
Padre di Cassie e Lexi.
- Samantha (stagione 2-in corso), interpretata da Minka Kelly, doppiata da Barbara De Bortoli.
Datrice di lavoro di Maddy.

## Produzione

### Sviluppo
Il 1º giugno 2017 venne annunciato che HBO stava sviluppando un adattamento della serie israeliana del 2012 Oforia creata da Ron Leshem. La serie è scritta da Sam Levinson, che è anche il produttore esecutivo insieme a Leshem, Dafna Levin, Tmira Yardeni, Hadas Mozes Lichtenstein, Mirit Toovi, Yoram Mokadi e Gary Lennon. Per la sceneggiatura Sam Levinson si è basato sulle sue esperienze da adolescente, comprese le sue lotte con la tossicodipendenza:
Il 13 marzo 2018, il presidente della programmazione HBO Casey Bloys ha rivelato durante la conferenza INTV di Gerusalemme che la rete aveva ordinato l'episodio pilota. Il 27 marzo viene reso noto che Augustine Frizzell avrebbe diretto il primo episodio. Il 30 luglio successivo, HBO ufficializza di aver ordinato la produzione di una prima stagione completa, ogni episodio della quale sarebbe stato scritto da Levinson. Il rapper Drake, Future the Prince, Ravi Nandan e Kevin Turen hanno invece contribuito in qualità di produttori esecutivi.
L'11 luglio 2019 la serie viene rinnovata per una seconda stagione, le cui riprese sarebbero dovute iniziare nella primavera del 2020 ma, a causa della pandemia di COVID-19, sono state posticipate a data da destinarsi. Nel frattempo, nel mese di settembre, vengono realizzate le riprese per due episodi speciali, trasmessi rispettivamente il 6 dicembre 2020 e il 24 gennaio 2021. Tali episodi sono stati realizzati impiegando un numero ridotto di persone sul set, al fine di rispettare le normative anti-COVID. La produzione della seconda stagione è iniziata nel marzo 2021, mentre le riprese si sono svolte da aprile a novembre dello stesso anno.
Il 4 febbraio 2022, a quattro settimane dalla trasmissione della seconda stagione, la serie viene rinnovata per una terza. Nel settembre 2022, il CEO di HBO Casey Bloys aveva dichiarato che la serie non sarebbe andata oltre le quattro stagioni e che sarebbe potuta finire dopo la terza stagione. La produzione della terza stagione, il cui inizio era fissato al febbraio 2023, ha subito numerose posticipazioni, cui hanno influito le scomparse premature dell'attore Angus Cloud e del produttore Kevin Turen e lo sciopero indetto della Writers Guild of America nel 2023. Nel luglio 2024 viene ufficialmente fissato l'inizio della produzione per la stagione all'inizio del 2025.

### Casting
Il 5 giugno 2018 Zendaya, Storm Reid, Maude Apatow, Brian Bradley, Eric Dane, Angus Cloud, Alexa Demie, Jacob Elordi, Barbie Ferreira, Nika King, Hunter Schafer e Sydney Sweeney sono stati scritturati per recitare nell'episodio pilota della serie. Il 31 ottobre 2018 è stata confermata la sostituzione di Brian Bradley com Algee Smith per il ruolo di McKay, che Bradley aveva originariamente interpretato nell'episodio pilota. Nello stesso periodo, Austin Abrams è stato ingaggiato per recitare nella serie.
Nell'agosto 2021 Dominic Fike, Martha Kelly e Chloe Cherry si aggiungono al cast della seconda stagione. Un anno dopo, nell'agosto 2022, Ferreira conferma che non sarebbe tornata a ricoprire il proprio ruolo nella terza stagione, seguita da Reid nel novembre 2024. Nel febbraio 2025 è stato riportato che Fike, Kelly e Cherry sono stati confermati nel cast della terza stagione, insieme all'aggiunta di Rosalía, Marshawn Lynch, Kadeem Hardison, Adewale Akinnuoye-Agbaje, Toby Wallace, Darrell Britt-Gibson, Priscilla Delgado, James Landry Hébert e Anna Van Patten. È stato inoltre confermato King e Smith non avrebbero fatto ritorno nei rispettivi ruoli. Nello stesso mese Sharon Stone è entrata a far parte del cast della terza stagione e nel mese seguente Asante Blackk.

### Riprese
Le riprese principali si svolgono nei Sony Pictures Studios di Culver City, in California. La Ulysses S. Grant High School di Los Angeles rappresenta l'immaginaria East Highland High School. L'esterno della casa della famiglia Bennett che appare nell'episodio pilota si trova al 5611 di Shenandoah Ave, Los Angeles. Secondo la California Film Commission, la prima stagione di Euphoria ha ricevuto 8 378 000 dollari di incentivi fiscali e ha richiesto un totale di 104 giorni di lavorazione. I costi di produzione della seconda stagione sono stati di 96 685 000 dollari ed è stato richiesto un totale di 176 giorni di riprese. Successivamente, la seconda stagione ha ricevuto un credito d'imposta di 19 406 000 dollari per aver impiegato come lavoratori oltre 15 000 persone nello stato della California. Zendaya ha ricevuto un compenso pari a 500 000 dollari per episodio nelle prime due stagioni, destinato a duplicarsi per la terza stagione.
La prima stagione è stata girata in digitale utilizzando la cinepresa Arri Alexa 65. I due episodi speciali e la seconda stagione sono stati girati su pellicola Kodak Ektachrome 35mm, che il direttore della fotografia Marcell Rév ha attribuito al desiderio di invocare «una sorta di memoria del liceo».
Tra le opzioni narrative esplorate per la terza stagione, vi è quella di effettuare un salto temporale per seguire la vita dei personaggi una volta concluso il liceo. Per tale ragione, si è valutato di effettuare delle riprese nelle città di Dublino, Londra, New York, Roma e Singapore, oltre che nei Warner Bros. Studios di Burbank e Leavesden. Le riprese sono iniziate nel febbraio 2025 presso la contea di Los Angeles.

### Cinematografia
Euphoria utilizza cinematografia, scenografia, costumi e montaggio iper-stilizzati, che rappresentano un «realismo emotivo» capace di catturare le prospettive interiori dei personaggi adolescenti della serie. L'estetica visiva della serie è stata paragonata al movimento dell'espressionismo tedesco dell'inizio del XX secolo.
La serie utilizza spesso colori saturi, in particolare viola e blu, per comunicare lo stato emotivo dei suoi personaggi. Le sfumature di verde e giallo simboleggiano regolarmente l'angoscia, mentre il viola e il blu trasmettono un'atmosfera euforica e febbrile. Nelle riprese di esterni sia diurni che notturni, il direttore della fotografia Marcell Rév si è affidato a uno schema di colori esagerato arancione-blu, tradotto nell'uso di controluce e luci al tungsteno, per creare immagini che sembrano «quasi oniriche». Le luci a LED e gli SkyPanel sono stati utilizzati in diverse riprese di interni per mostrare colori brillanti e vivaci di viola e blu. La seconda stagione di Euphoria è stata girata su pellicola, in particolare in Ektachrome di Kodake Vision3 500T, che distorceva il modo in cui l'illuminazione del set appariva sulla telecamera e richiamava «una sorta di ricordo del liceo».
Circa l'utilizzo di un elemento di design energico che spicca, Rév ha detto: «per i movimenti della telecamera, volevamo che avesse una certa energia che leghi insieme le diverse trame. Quindi, direi che il movimento della telecamera è il collante della serie». Sono state impiegate ampie fruste e carrellate per ritrarre l'intimità, la crescita e l'interrelazione. Nel quarto episodio della prima stagione, una carrellata di dieci minuti, ottenuta attraverso l'uso di un carrello, una tecnogru e quattro punti di ripresa, è stata impiegata «per introdurre uno spazio in cui tutti i personaggi erano presenti, e in qualche modo li collegano in un colpo solo».

### Costumi
Per quanto riguarda la scelta dei costumi in Euphoria, i personaggi vengono regolarmente mostrati indossare abiti chic e sgargianti che fungono da «dispositivi di trama e profili psicologici» per rappresentare le loro personalità. Ad esempio, nella prima stagione, la costumista Heidi Bivens ha vestito Jules, una donna transgender, con un guardaroba composto da vivaci colori pastello e gonne da tennis, ispirato dall'interesse del personaggio per gli anime e il fantasy, per incarnare «l'ottimismo giovanile che deriva da un nuovo inizio» e il suo viaggio alla «conquista della femminilità», ma mentre il personaggio esplora la sua identità di genere e diventa più disillusa tra la prima e la seconda stagione, «scivola in un guardaroba leggermente smorzato, maggiormente scuro ed androgino».

## Musica

### Colonna sonora

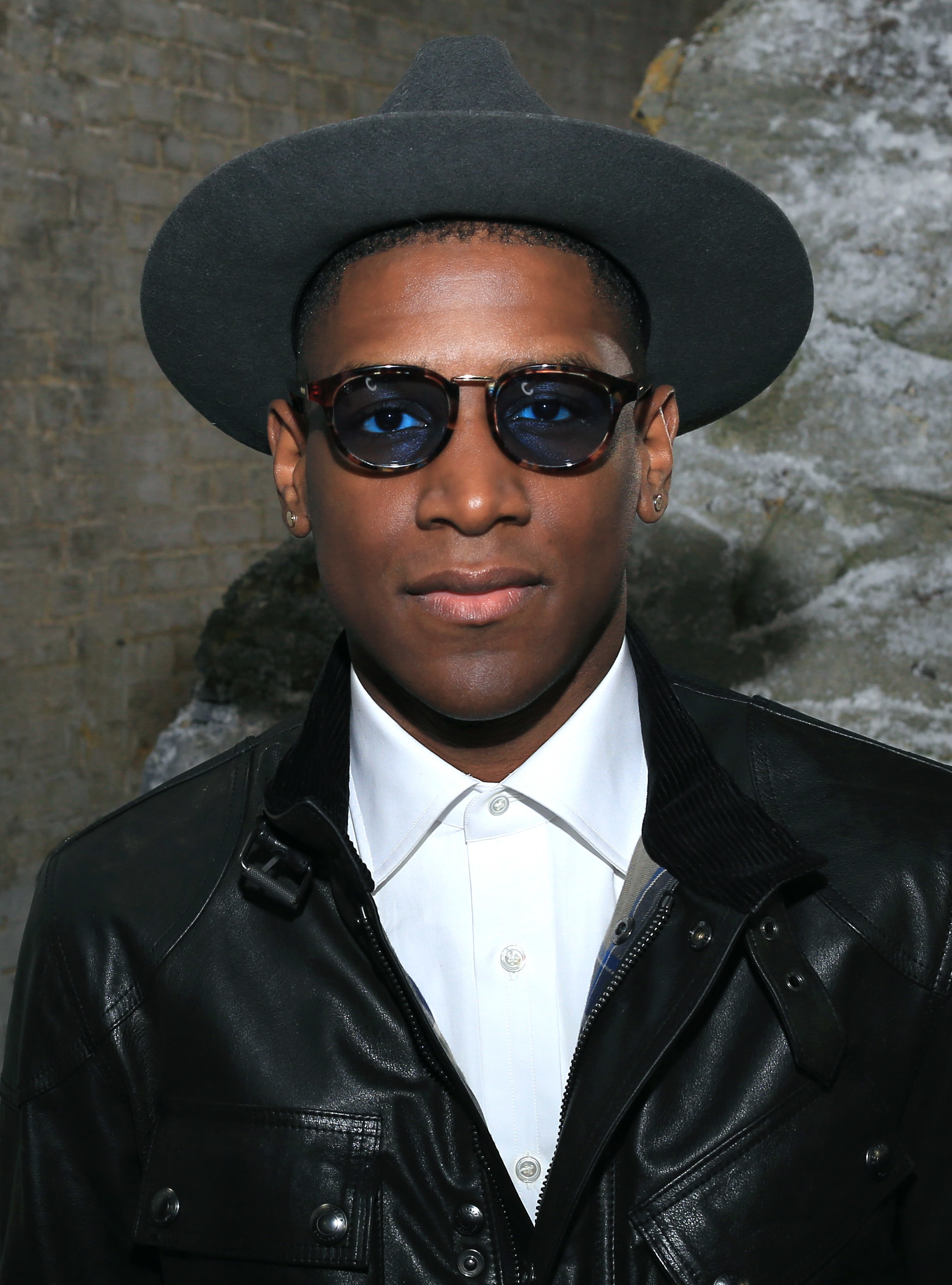
Labrinth ha composto la musica per la serie

Le musiche originali di Euphoria sono state composte dal cantautore e produttore discografico britannico Labrinth. In un'intervista con Rolling Stone, ha dichiarato: «Quando pensi alla tua adolescenza, ti senti di aver vissuto un periodo semi-magico ma semi-folle e semi-psicotico. Volevo assicurarmi che la musica facesse rivivere quei momenti e facesse provare gli stessi sentimenti». Il brano All for Us, presente come sottofondo in tutti gli episodi della prima stagione, è stato interamente impiegato per la scena di chiusura del finale di stagione, interpretato dalla protagonista Zendaya in formato musical. A partire dall'agosto 2020 la traccia Still Don't Know My Name ha iniziato a ricevere popolarità grazie a una challenge virale su TikTok.
Lo show fa anche un uso insolitamente ampio di musica popolare, tra cui hip hop, trap, R&B, musica sperimentale, indie rock, k-pop, standard e doo-wop, come un mash-up di Hold Up di Beyoncé e Can't Get Used to Losing You, canzone degli anni Sessanta di Andy Williams. Sono inoltre presenti canzoni di artisti come J Balvin, Migos, ASAP Ferg e Lizzo. Alcuni episodi arrivano ad includere più di venti canzoni. Per la prima stagione di Euphoria, i supervisori musicali Jen Malone, noto per il suo contributo musicale nella serie Atlanta, e Adam Leber hanno vinto il premio Guild Of Music Supervisors del 2020 per la migliore supervisione musicale in una serie televisiva drammatica.
In occasione dei due episodi speciali realizzati in seguito alla prima stagione sono state pubblicate due nuove canzoni. Labrinth ha composto e interpretato con l'arrangiamento di Stevie Wonder il singolo Ave Maria, cover dell'Ave Maria di Schubert, per l'episodio speciale del 4 dicembre 2020. In occasione dello speciale del 24 gennaio 2021, è stato pubblicato l'inedito Lo vas a olvidar interpretato dalle cantanti Billie Eilish e Rosalía.
Nel luglio 2025 Hans Zimmer si unisce a Labrinth come compositore della terza stagione.

### Titoli degli episodi
Molti dei titoli degli episodi della prima stagione sono riferimenti a titoli di canzoni della fine degli anni Novanta e dei primi anni 2000 correlati all'episodio stesso. Ad esempio, l'episodio '03 Bonnie and Clyde si riferisce all'omonima canzone di Jay-Z e Beyoncé del 2002. La leale relazione tra Nate Jacobs e Maddy Perez nell'episodio rispecchia quella tra Jay-Z e Beyoncé nella canzone. Per la seconda stagione, molti dei titoli degli episodi sono riferimenti a libri e citazioni.

## Promozione e distribuzione
L'11 aprile 2019 è stato pubblicato il teaser trailer della serie, seguito dal trailer completo in maggio.
La serie viene trasmessa su HBO dal 16 giugno 2019. In Italia la serie è stata distribuita su Sky Box Sets, catalogo all'interno di Sky On Demand, dal 26 settembre 2019 e va in onda dalla stessa data su Sky Atlantic. Due episodi speciali, prodotti tra la prima e la seconda stagione, sono andati in onda, rispettivamente, su HBO il 6 dicembre 2020 e il 24 gennaio 2021, sebbene entrambi siano stati resi disponibili con tre giorni d'anticipo su HBO Max. La seconda stagione ha debuttato dal 9 gennaio 2022 su HBO, mentre dal 17 gennaio seguente in Italia.
Le prime due stagioni e i due episodi speciali sono stati distribuiti in formato DVD il 1º novembre 2022 da Warner Bros. Home Entertainment. Si tratta della prima serie A24 a non essere pubblicata per conto di Lionsgate Home Entertainment.

## Accoglienza

### Ascolti
L'episodio pilota della serie ha raggiunto in media 577 000 spettatori nella sua fascia oraria, un numero che è salito a un milione dopo la replica nel corso della stessa serata e la visualizzazione preliminare attraverso la piattaforma HBO GO. La prima stagione è risultata essere la più seguita su HBO dal gruppo demografico 18-49 anni, accumulando oltre sei milioni di spettatori nel corso della sua prima stagione. I dati per la seconda stagione sono aumentati a oltre 16 milioni, facendo di Euphoria il terzo programma televisivo più seguito dopo Il Trono di Spade e il suo spin-off House of the Dragon.
La serie è stata attivamente commentata sulla rete sociale durante la programmazione: secondo Variety, Euphoria è diventato il programma più discusso del decennio sulla piattaforma Twitter, accumulando oltre trenta milioni di interazioni sociali durante la seconda stagione, esattamente il doppio rispetto alla prima.

### Critica

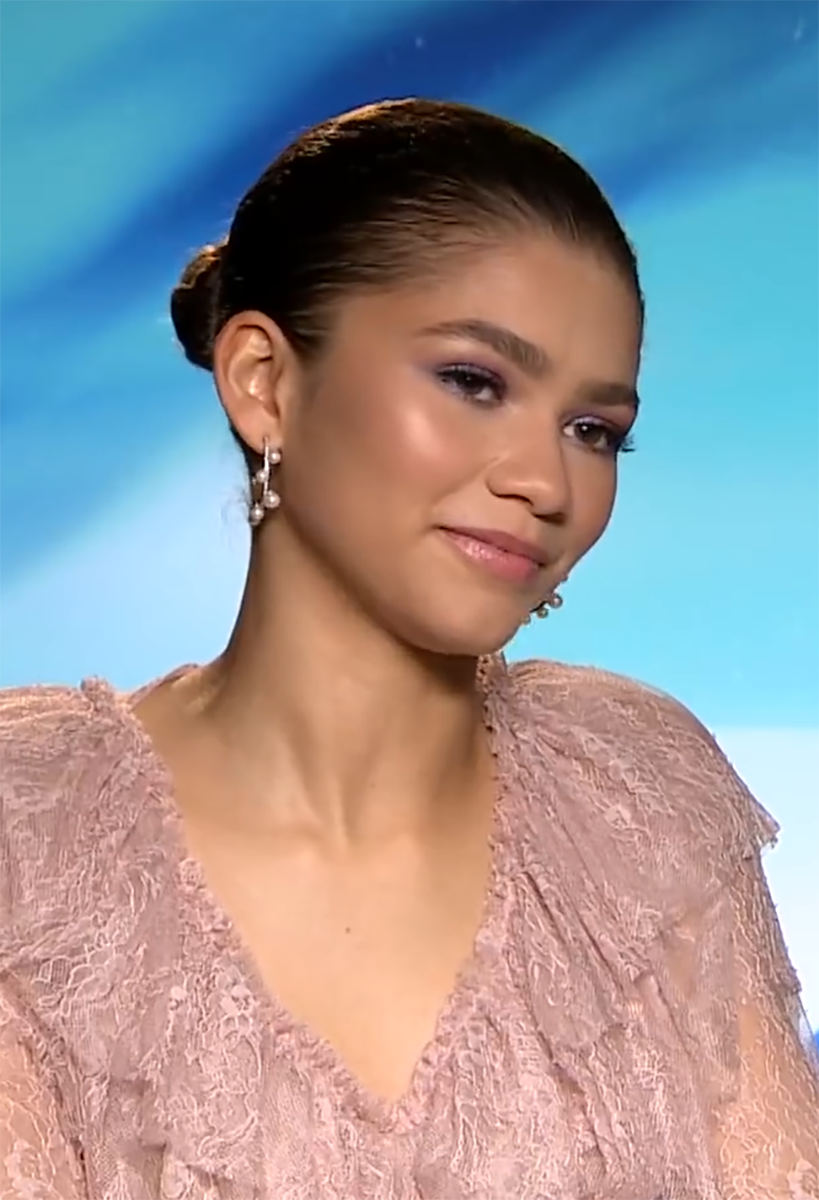
Zendaya ha ricevuto ampi consensi dalla critica per la sua interpretazione di Rue Bennett e ha vinto due Primetime Emmy Awards per la migliore attrice protagonista in una serie drammatica.

#### Stagione 1
La prima stagione di  Euphoria è stata accolta con una risposta positiva da parte dalla critica, con gran parte del suo elogio andato alla recitazione (in particolare alle interpretazioni di Zendaya, Sweeney e King), alla storia, alle immagini e all'approccio a soggetti maturi. Sull'aggregatore di recensioni Rotten Tomatoes, questa stagione ha un indice di gradimento dell'80% con un voto medio di 7,40 su 10, basato su 100 recensioni. Il commento consensuale del sito recita: «Sebbene a volte sia difficile da guardare, Euphoria equilibra la sua brutale onestà con un occhio empatico - e visivamente stupendo - per creare una serie unica, stimolante e illuminante, tenuta insieme da una performance brillantemente modulata di Zendaya». Su Metacritic, invece ha ottenuto un punteggio di 68 su 100, basato su 26 recensioni, indicando «recensioni generalmente favorevoli».
Ben Travers di Indiewire ha elogiato l'autenticità della serie e il modo in cui HBO «si basa sulla cruda realtà». Inoltre, ha elogiato l'interpretazione di Zendaya per aggiungere peso al personaggio di Rue. Tim Goodman dell'Hollywood Reporter si è anche complimentato con la performance di Zendaya e la gestione della materia nel suo complesso. Pilot Vireut di Observer ha elogiato la serie come visivamente sbalorditiva, così come la performance del cast, definendo però la sceneggiatura «traballante e piena di pessime battute».

#### Stagione 2
La seconda stagione della serie ha ricevuto recensioni positive dalla critica. Rotten Tomatoes riporta il 79% delle recensioni professionali positive, con un voto medio di 7,05 su 10 basato su 112 critiche. Il consenso critico del sito web indica: «Intenzionalmente provocatoria come sempre nella sua seconda stagione, Euphoria non è ancora per tutti i gusti, ma quando i suoi ingredienti che creano dipendenza sono miscelati nel modo giusto, i risultati rimangono esaltanti.» Metacritic ha assegnato un punteggio di 74 su 100 basato su 19 recensioni, indicando «recensioni generalmente favorevoli».
Sia i due episodi speciali che la seconda stagione della serie sono stati accolti in maniera perlopiù positivamente dalla critica, che ha elogiato le interpretazioni di Zendaya, Schafer e Fike, ma ha criticato i contenuti espliciti e le scelte narrative relative al ritmo e alla caratterizzazione dei personaggi.

## Controversie
La serie ha ricevuto delle critiche da parte del Parents Television Council, perché uno degli episodi contiene «quasi trenta peni [esibiti] sullo schermo» e per aver filmato una scena di stupro nei confronti di un personaggio. Il Parents Television Council ha anche criticato il programma per la promozione verso gli adolescenti di un «contenuto esplicito per adulti».
Inoltre, nel terzo episodio della prima stagione, il personaggio di Kat Hernandez racconta di aver scritto una fan fiction su Harry Styles e Louis Tomlinson degli One Direction, rappresentata sotto forma di cartoon, in cui immagina una relazione tra loro, mostrando i due alle prese con del sesso orale. Styles e Tomlinson avevano appreso ciò da Twitter, reagendo in entrambi i casi indispettiti per non aver dato il consenso in quanto si fa riferimento esplicito ai loro nomi. I fan del gruppo musicale hanno dato il via ad una petizione per rimuovere la scena.

### Reazioni
Levinson ha riconosciuto le controversie riguardo ai contenuti della serie, affermando che alcuni genitori potrebbero «essere completamente sconvolti». Augustine Frizzell, che ha diretto l'episodio pilota, ha dichiarato che i contenuti espliciti potrebbero favorire un dialogo tra genitori e adolescenti. Levinson ha anche espresso la speranza che la serie possa «aprire un dialogo» a causa della «disconnessione tra genitori e adolescenti». Zendaya ha avvisato il pubblico, sia prima della prima stagione che della seconda, riguardo ai temi profondamente emotivi della serie. HBO ha espresso obiezioni per alcune scene grafiche a sfondo sessuale, ma ha dichiarato che non avrebbe interferito con il «processo creativo» della serie. Per ovviare alle critica, a partire dalla seconda stagione, in capo alla trasmissione di ogni episodio, la serie include avvisi per la visione e un sito web con risorse per la salute mentale e gruppi di supporto. La serie è stata censurata in alcuni paesi, come Malaysia, Filippine e Singapore, per contenuti sessuali o violenti.

## Riconoscimenti
British Academy Television Awards
- 2020 – Candidatura alla miglior serie internazionale

Critics' Choice Awards
- 2020 – Candidatura alla miglior attrice in una serie drammatica a Zendaya
- 2023 – Miglior attrice in una serie drammatica a Zendaya
- 2023 – Candidatura alla miglior serie drammatica

Golden Globe
- 2023 – Miglior attrice in una serie drammatica a Zendaya

MTV Movie & TV Awards
- 2022 – Miglior serie televisiva
- 2022 – Miglior performance in una serie a Zendaya
- 2022 – Miglior combattimento (Cassie vs. Maddy)
- 2022 – Here For The Hookup
- 2022 – Candidatura per la miglior performance in una serie a Sydney Sweeney
- 2022 – Candidatura per il miglior bacio a Hunter Schafer e Dominic Fike
- 2022 – Candidatura per la miglior canzone a Dominic Fike (Little Star)

People's Choice Awards
- 2019 – Miglior attrice in una serie drammatica a Zendaya
- 2022 – Candidatura alla miglior serie drammatica
- 2022 – Candidatura alla miglior attrice in una serie drammatica a Zendaya
- 2022 – Candidatura alla miglior attrice in una serie drammatica a Syndney Sweeney

Premio Emmy
- 2020 – Miglior attrice protagonista in una serie drammatica a Zendaya
- 2020 – Miglior trucco per una serie single-camera (non prostetico)
- 2020 – Migliori musiche e testi originali a Labrinth
- 2020 – Candidatura per la miglior composizione musicale per una serie tv a Labrinth
- 2020 – Candidatura per la miglior supervisione musicale a Jen Malone e Adam Leber
- 2020 Candidatura per i migliori costumi contemporanei a Heidi Bivens, Danielle Baker e Katina Danabassis
- 2021 – Candidatura per i migliori costumi contemporanei a Heidi Bivens, Devon Patterson e Angelina Vitto
- 2021 – Candidatura per il miglior trucco per una serie single-camera (non prostetico)
- 2021 – Candidatura per la miglior fotografia per una serie single-camera a Marcell Rév
- 2022 – Miglior attrice protagonista in una serie drammatica a Zendaya
- 2022 – Miglior attore ospite in una serie drammatica a Colman Domingo
- 2022 – Miglior montaggio video per una serie drammatica single-camera
- 2022 – Miglior fotografia per una serie single-camera a Marcell Rév
- 2022 – Miglior coordinamento stunt per una serie drammatica, miniserie o film
- 2022 – Miglior trucco per una serie single-camera (non prostetico)
- 2022 – Candidatura per la miglior serie drammatica
- 2022 – Candidatura per la miglior attrice non protagonista in una serie drammatica a Sydney Sweeney
- 2022 – Candidatura per la miglior attrice ospite in una serie drammatica a Martha Kelly
- 2022 – Candidatura per il miglior casting per una serie drammatica a Jessica Kelly, Mary Vernieu, Bret Howe e Jennifer Venditti
- 2022 – Candidatura per il miglior missaggio per una serie drammatica o commedia con episodi di oltre 30 minuti
- 2022 – Candidatura per le migliori acconciature contemporanee
- 2022 – Candidatura per i migliori costumi contemporanei a Heidi Bivens, Devon Patterson e Angelina Vitto
- 2022 – Candidatura per la miglior supervisione musicale a Jen Malone e Adam Leber
- 2022 – Candidatura per le migliori musiche e testi originali tv a Labrinth, Zendaya e Muzhda Zemar-McKenzie (per Elliot's Song)
- 2022 – Candidatura per le migliori musiche e testi originali tv a Labrinth, Zendaya e Sam Levinson (per I'm Tired)

Satellite Awards
- 2020 – Migliore attrice in una serie drammatica a Zendaya
- 2021 – Candidatura per la migliore attrice in una serie, miniserie o film per la televisione a Zendaya
- 2023 – Candidatura per la migliore attrice in una serie drammatica a Zendaya

Screen Actors Guild Awards
- 2023 – Candidatura per la migliore attrice in una serie drammatica a Zendaya